# ستيفن مارلو
ستيفن مارلو (بالإنجليزية: Stephen Marlowe)‏ (7 أغسطس 1928، بروكلين في الولايات المتحدة - 22 فبراير 2008، ويليامزبرغ في الولايات المتحدة)؛ روائي أمريكي.

## روابط خارجية
- ستيفن مارلو على موقع IMDb (الإنجليزية)